# Urechis unicinctus
Urechis unicinctus (лат.) — вид морских червей из подкласса эхиурид (Echiura). В европейских языках (в том числе английском и русском) не существует никакого общепринятого названия данного вида, за исключением латинского. Тем не менее, в англоязычных странах из-за своей формы это животное получило неофициально название «рыба-пенис» (из-за своей формы) и «(толстый) червь-трактирщик» (потому что в своих норах часто соседствует с другими животными). Такими же прозвищами награждён другой, очень схожий, вид — Urechis caupo.

## Описание
Взрослые особи могут достигать длины 10—30 см.
Urechis unicinctus, как и прочие эхиуры, обитает в норах в песке и грязи.

## Синонимы
В синонимику вида входят 2 биномена:
- Echiurus unicinctus Drasche, 1880
- Spiroctetor unicinctus (Drasche, 1880)

## Использование человеком
Этих червей обычно употребляют в пищу в Японии и особенно Корее; в последней их часто едят с солью и кунжутным маслом. На Хоккайдо, Япония, это животное называют рутцу и подают на стол вместе с сашими или в варёном виде.
В китайской кухне Urechis unicinctus готовят в жареном виде вместе с овощами или делают из них порошок, который используется в качестве усилителя вкуса — умами. В частности, Urechis unicinctus считается важным компонентом в шаньдунской кухне, и существуют многочисленные рецепты для его использования.
Также животное используется в качестве приманки во время рыбалки и в качестве одного из средств традиционной китайской медицины.